# What If...? (3.ª temporada)
A terceira e última temporada da série de antologia animada norte-americana What If...?, baseada na série de mesmo nome da Marvel Comics, explora linhas do tempo alternativas no multiverso que mostram o que aconteceria se momentos importantes dos filmes do Universo Cinematográfico Marvel ( MCU) ocorressem de forma diferente. A temporada foi produzida pela Marvel Studios Animation, com Matthew Chauncey como roteirista principal e direção de Bryan Andrews.
Jeffrey Wright estrela como o Vigia, que narra a série, ao lado de muitos atores de filmes do MCU reprisando seus papéis. O desenvolvimento da temporada começou em julho de 2022, com Chauncey substituindo a roteirista principal anterior, A. C. Bradley, em dezembro de 2023. Andrews voltou das temporadas anteriores para dirigir.
A terceira temporada estreou em 22 de dezembro de 2024 no Disney+, com seus oito episódios lançados diariamente até 29 de dezembro. Fará parte da Fase Cinco do MCU.

## Episódios
| N.º | Título | Dirigido por                   | Escrito por                                                                                     | Exibição original      |
| --- | --- | ------------------------------ | ----------------------------------------------------------------------------------------------- | ---------------------- |
| 1 | "What If... The Hulk Fought the Mech Avengers?" "E se... O Hulk lutasse contra os Vingadores Mech? (BR)"                         | Stephan Franck                 | Roteiro por : Ryan Little História por : A. C. Bradley and Bryan Andrews                        | 22 de dezembro de 2024 |
| Na tentativa de se livrar do Hulk, Bruce Banner se bombardeia com uma enorme quantidade de radiação gama, resultando acidentalmente no nascimento de uma criatura monstruosa conhecida como "Apex", um kaiju furioso capaz de criar um exército de monstros gama. Os Vingadores criam mechas enormes para conter a ameaça, mas estão em menor número e são mortos. Os heróis sobreviventes—consistindo de Sam Wilson, Monica Rambeau, Bucky Barnes, Marc Spector, Alexei Shostakov, Melina Vostokoff, Xu Shang-Chi e Nakia—eventualmente afastaram os monstros gama pelos próximos dez anos. Quando o Apex ressurge, um relutante Sam procura a ajuda de Banner, que vive escondido em uma ilha remota. Banner se recusa a se envolver, embora forneça a Sam o "Protocolo do Poderoso Vingador", que ele criou originalmente para deter o Hulk. Usando o protocolo, os mechas dos heróis se combinam em um poderoso mecha, mas o Apex ainda é demais para eles. Banner decide ajudar a equipe e usa uma bomba gama para se tornar um "Mega-Hulk" parecido com Godzilla. Ele mata o Apex e segue em direção a Nova York com seu exército. No entanto, Sam o lembra de sua amizade, levando Banner a liderar o exército para sua ilha, onde ele se tornará seu novo governante. Elenco: Anthony Mackie como Sam Wilson / Capitão América, Mark Ruffalo como Bruce Banner / Hulk, Teyonah Parris como Monica Rambeau, Sebastian Stan como Bucky Barnes, David Harbour como Alexei Shostakov / Guardião Vermelho, Simu Liu como Xu Shang-Chi, Kari Wahlgren como Melina Vostokoff, Brittany Adebumola como Nakia e Oscar Isaac como Marc Spector / Cavaleiro da Lua. | |                                |                                                                                                 |                        |
| 2 | "What If... Agatha Went to Hollywood?" "E se... Agatha Fosse para Hollywood?(BR)"                                                | Bryan Andrews                  | Roteiro: Matthew Chauncey e Ryan Little História: Bryan Andrews, Matthew Chauncey e Ryan Little | 23 de dezembro de 2024 |
| Agatha Harkness planeja realizar um ritual mágico para drenar o poder de Tiamut, o Celestial enterrado no núcleo da Terra. Para isso, ela se torna atriz durante a Era de Ouro de Hollywood e estrela um filme dirigido por Howard Stark. Agatha faz Stark escalar Kingo, o último Eterno que ela precisa para seu feitiço funcionar, já que ela já assumiu os poderes dos outros Eternos. Kingo revela que sabe dos verdadeiros planos de Agatha, mas decide ajudar depois que ela finge que seu desejo é salvar o mundo e concorda em libertar os Eternos assim que o ritual for concluído. Testemunhando a traição de Kingo, Arishem decide destruir a Terra, motivando Agatha e Kingo a realizarem o ritual após a chegada daquele Celestial. Com a ajuda de Stark e Edwin Jarvis, Agatha assume os poderes de Kingo e Tiamut e se torna uma Celestial. Depois de derrotar Arishem, Kingo convence Agatha a desistir do poder Celestial em favor de se juntar a ele no mundo do cinema de verdade. Durante a estreia de seu filme Cosmic Queen, Kingo observa que os Eternos libertados estão preocupados que a derrota de Arishem tenha chamado a atenção dos outros Celestiais, mas Agatha garante que eles podem ser "salvos para a sequência". Elenco: Kathryn Hahn como Agatha Harkness, Kumail Nanjiani como Kingo, Dominic Cooper como Howard Stark, James D'Arcy como Edwin Jarvis, e David Kaye como Arishem. | |                                |                                                                                                 |                        |
| 3 | "What If... The Red Guardian Stopped the Winter Soldier?" "E se... o Guardião Vermelho tivesse impedido o Soldado Invernal?(BR)" | Bryan Andrews                  | A. C. Bradley                                                                                   | 24 de dezembro de 2024 |
| Em 1991, Alexei Shostakov, o Guardião Vermelho discorda dos planos de ser enviado para ser um agente infiltrado no Ohio, e ao ouvir que Bucky Barnes, o Soldado Invernal, foi enviado para recuperar uma mala com soro de super soldado de Howard Stark, é ordenado a recuperar o mesmo, eventualmente impedindo Barnes de matar Stark e sua esposa e pegando apenas um pacote de soro. Forçados a achar uma maneira de voltar à Rússia, os dois eventualmente decidem ir atrás do homem que contratou a execução, que tem o codinome "Torre" e está em Las Vegas, sendo perseguidos pelo agente da S.H.I.E.L.D. Bill Foster no caminho. Lá descobrem que Torre é Obadiah Stane, que queria assumir o controle das Indústrias Stark. Barnes o mata, e em um confronto com Foster e uma equipe da SWAT, ele resiste ao comando dado para matar Shostakov e destrói o soro antes de ir à luta para encobrir a fuga de Shostakov. Barnes diz a seus superiores que Shostakov morreu, quando na verdade continuou nos Estados Unidos disfarçado de professor de educação física. Foster eventualmente encontra Shostakov dizendo que ele teria outra chance para ajudar o país, e 21 anos depois o Guardião Vermelho é visto junto dos Vingadores na Batalha de Nova York. Elenco: David Harbour como Alexei Shostakov / Guardião Vermelho, Sebastian Stan como Bucky Barnes / Soldado Invernal, Laurence Fishburne como Bill Foster / Golias, America Ferrera como Guarda Morales, Piotr Michael como Dreykov, Gene Farber como Karpov e Kiff VandenHeuvel como Obadiah Stane / "Torre". | |                                |                                                                                                 |                        |
| 4 | "What If... Howard the Duck got Hitched?" "E se... Howard, o pato, se casasse? (BR)"                                             | Stephan Franck                 | Roteiro: Matthew Chauncey e Ryan Little História: Bryan Andrews, Matthew Chauncey e Ryan Little | 25 de dezembro de 2024 |
| Durante a festa de Thor na Terra, Howard, o Pato, se casa com Darcy Lewis, e eles têm um bebê que assume a forma de um ovo. Eles se juntam ao Grão-Mestre em seu cruzeiro intergaláctico, mas ele pega o ovo e tenta prepará-lo para o café da manhã antes que Yondu Udonta o roube. Enquanto o casal os persegue, Nick Fury e Phil Coulson explicam que, como seu filho nasceu durante um raro alinhamento dos Nove Reinos chamado Convergência, ele está destinado a grandes coisas e se tornou muito procurado por diversas facções. Em Luganenhum, Yondu entrega o ovo para Kaecilius, que o mata e tenta usá-lo como corpo hospedeiro para Dormammu. A S.H.I.E.L.D. ataca, com a intenção de conter o ovo, mas o casal o recupera e busca abrigo com Loki em Jotunheim. No entanto, Laufey, Malekith, Zeus e Thanos e sua Ordem Negra também estão atrás do ovo, e uma perseguição começa. Enquanto o casal é encurralado, o ovo de repente brilha em uma cor dourada, sobe ao céu e ataca os perseguidores com energia dourada. Ele choca em um híbrido humano/pato que os pais chamam de Byrdie. Fury admite que a criança deveria ficar com a família e eles voltam para casa em paz. Elenco: Kat Dennings como Darcy Lewis, Seth Green como Howard, o Pato, Samuel L. Jackson como Nick Fury, Tom Hiddleston como Loki, Clark Gregg como Phil Coulson, Michael Rooker como Yondu Udonta, Matt Friend como o Grande Mestre, Josh Brolin como Thanos, Rachel House como Topaz, Jared Butler como Kaecilius, Andrew Morgado como Laufey, Darin De Paul como Zeus, Chris Hemsworth como Thor, Tom Vaughan-Lawlor como Ebony Maw, Steven French como Malekith, Kari Wahlgren como Carina, e Hamish Parkinson como Beerbot 5000.                                              | |                                |                                                                                                 |                        |
| 5 | "What If... The Emergence Destroyed the Earth?" "E se... A Emergência destruísse a Terra? (BR)"                                  | Stephan Franck                 | Roteiro: Matthew Chauncey e Ryan Little História: Bryan Andrews, Matthew Chauncey e Ryan Little | 26 de dezembro de 2024 |
| Depois que a Terra foi dividida pela Emergência, Quentin Beck tomou posse das Indústrias Stark, criando um exército de drones chamado Federação de Ferro para subjugar os sobreviventes. No presente, Riri Williams é recrutada por Wong, Okoye, Valquíria e Ying Nan para se juntar à sua "Aliança". Depois de derrotar o Visão, tenente de Beck, Williams usa seus componentes para se tornar um híbrido humano-sintezóide. Enquanto a Aliança afasta a Federação, ela se infiltra na base de Beck para destruir os nanites que alimentam sua ilusão. No entanto, seu traje falha e ela perde a capacidade de ver através das ilusões de Beck e é atraída para uma cela de prisão, onde Beck explica que carregou os nanites em si mesmo, o que significa que ele pode controlar as ilusões com sua mente. Os nanites também o estão matando, então ele pretende se fundir com o Visão para viver mais. Riri se liberta, apenas para descobrir que seus camaradas estão mortos e tudo desde a derrota do Visão foi uma ilusão. O Vigia intervém encorajando Riri a revidar, então ela suga os nanites do corpo de Beck, matando-o e destruindo a Federação. Riri então projeta o logotipo dos Vingadores no céu para dar esperança aos sobreviventes. Em outro lugar, três outros Vigias estão descontentes com a interferência contínua de Uatu. Elenco: Dominique Thorne como Riri Williams / Ironheart, Alejandro Saab como Quentin Beck / Mysterio, Emily VanCamp como Sharon Carter / Power Broker, Kenna Ramsey como Okoye, David Chen como Wong, Tessa Thompson como Valkyrie, Michelle Wong como Ying Nan, Jason Isaacs como o Eminência, D. C. Douglas como o Encarnado e Darin De Paul como o Executor.                                                              | |                                |                                                                                                 |                        |
| 6 | "What If... 1872?" "E se... 1872? (BR)"                                                                                          | Bryan Andrews e Stephan Franck | Roteiro: Matthew Chauncey e Ryan Little História: Bryan Andrews, Matthew Chauncey e Ryan Little | 27 de dezembro de 2024 |
| Na década de 1860, Xu Xialing fugiu para a América em busca de uma vida melhor, apenas para ser vítima do plano do Capuz de difamar os imigrantes chineses, a fim de consolidar o seu poder. Em 1872, Shang-Chi está procurando por sua irmã ao lado de Kate Bishop, que quer vingança contra o Capuz por matar sua família. Eles encontram um município dizimado e conhecem um menino, Kwai Jun-Fan, que afirma que o Capuz atacou e partiu em um trem. Shang-Chi, Bishop e Jun-Fan encontram e embarcam no trem, onde descobrem que os imigrantes desaparecidos sofreram lavagem cerebral pelo executor do Capuz, Sonny Burch. O Vigia ajuda Jun-Fan a sobreviver enquanto Shang-Chi e Bishop são levados para o Capuz, revelando ser Xialing corrompida, que matou o Capuz original e roubou seus poderes. Burch confessa ter matado os pais de Bishop e tenta fazer uma lavagem cerebral nela, até que Jun-Fan toca o sino, libertando os prisioneiros e permitindo que Bishop nocauteie Burch. Shang-Chi se recusa a se juntar ou lutar contra Xialing e Bishop a mata. Mais tarde, a dupla observa Jun-Fan com os imigrantes e cavalga ao pôr do sol. Posteriormente, o Vigia é punido pelos outros Vigias por sua interferência e alguns fragmentos de seu observatório são lançados no multiverso. Elenco: Simu Liu como Xu Shang-Chi, Hailee Steinfeld como Kate Bishop, Wyatt Russell como John Walker / Agente Americano, Meng'er Zhang como Xu Xialing / o Capuz, Walton Goggins como Sonny Burch, Allen Deng como Kwai Jun-Fan e Jason Isaacs como a Eminência. | |                                |                                                                                                 |                        |
| 7 | "What If... The Watcher Disappeared?" "E se... o Vigia desaparecesse? (BR)"                                                      | Stephan Franck                 | Roteiro: Matthew Chauncey e Ryan Little História: Bryan Andrews, Matthew Chauncey e Ryan Little | 28 de dezembro de 2024 |
| Na Quinta Dimensão, o Vigia é julgado diante dos outros três Vigias—a Eminência, o Encarnado e o Carrasco—enquanto a Capitã Peggy Carter lidera uma equipe composta por Kahhori, uma Byrdie adulta e uma Tempestade empunhando Mjolnir para parar incursões multiversais. Depois de impedir que um devorador de universos interdimensional atacasse a Terra-625, Peggy e sua equipe notam três fragmentos do observatório do Vigia e decidem ajudá-lo. Depois que suas primeiras tentativas de sintetizar os fragmentos falharam e lhes custaram dois, o grupo considerou solicitar a ajuda de uma variante do Infinity Ultron, concordando em usar o equipamento da AVT para podá-lo caso ele se rebelasse. Depois de uma conversa franca com Tempestade, Peggy resolve se encontrar sozinha com Infinity Ultron, apenas para ser capturada pela Eminência. Percebendo o desaparecimento de Peggy, Kahhori, Byrdie e Tempestade confrontam Ultron, que revela que percebeu que não há paz sem vida e conclui que cometeu um erro ao extinguir toda a vida em seu universo. Embora seja tarde demais para a redenção, ele está disposto a reparar suas ações e absorve o fragmento antes de concordar em levá-los para resgatar Peggy e o Vigia. Elenco: Hayley Atwell como Peggy Carter / Capitã Carter, Jason Isaacs como a Eminência, Devery Jacobs como Kahhori, Alison Sealy-Smith como Ororo Munroe / Tempestade, a Deusa do Trovão, Natasha Lyonne como Byrdie, Karen Gillan como Nebulosa, Kat Dennings como Darcy Lewis, Seth Green como Howard, o Pato, Taika Waititi como Korg, Ross Marquand como Infinity Ultron, Fred Tatasciore como Groot, D. C. Douglas como o Encarnado, Darin De Paul como o Carrasco e Alexandra Daniels como Carol Danvers / Capitã Marvel. | |                                |                                                                                                 |                        |
| 8 | "What If... What If?" "E se... E se? (BR)"                                                                                       | Bryan Andrews                  | Roteiro: Matthew Chauncey e Ryan Little História: Bryan Andrews, Matthew Chauncey e Ryan Little | 29 de dezembro de 2024 |
| Em um flashback, a Eminência recruta seu discípulo Uatu para se tornar um dos Vigias. No presente, o Vigia é levado a julgamento por suas repetidas interferências, como dar ao Doutor Estranho Supremo as informações que ele precisava para recriar seu universo destruído, salvar Riri Williams e Kwai Jun-Fan, e envolver a Capitã Carter em seus assuntos. O Vigia e Peggy são resgatados por Ultron, que se sacrifica para ganhar tempo para escaparem. Os Vigias os perseguem, tentando apagá-los da existência, mas o Vigia concede à equipe de Peggy os poderes de um Vigia antes que Peggy se sacrifique para transportar todos para o universo do Estranho Supremo, onde ele anula os poderes da Eminência, do Encarnado e do Executor. O Vigia convence o humilde trio a aprender observando a vida neste novo universo. Enquanto lamentam a morte de Peggy, o Vigia convida Kahhori, Byrdie e Tempestade para se juntarem a ele na vigilância do multiverso. Elenco: Hayley Atwell como Peggy Carter / Capitã Carter, Jason Isaacs como a Eminência, Devery Jacobs como Kahhori, Alison Sealy-Smith como Ororo Munroe / Tempestade a Deusa do Trovão, Natasha Lyonne como Byrdie, Ross Marquand como Infinity Ultron, D. C. Douglas como o Encarnado e Darin De Paul como o Executor. | |                                |                                                                                                 |                        |

## Elenco e personagens
A série é narrada por Jeffrey Wright como o Vigia, um membro da raça alienígena Vigia que observa o multiverso. Cada episódio apresenta diferentes versões de personagens dos filmes do MCU, com muitos atores reprisando seus papéis na série.

## Produção

### Desenvolvimento
O trabalho começou em uma terceira temporada de What If...? em julho de 2022. Naquela época, a roteirista principal A. C. Bradley revelou que a segunda temporada da série era seu projeto final no Marvel Studios, com o editor de história da série, Matthew Chauncey, assumindo como roteirista principal da temporada. O diretor da série Bryan Andrews retorna para a terceira temporada junto com Stephan Franck. A temporada consiste em oito episódios. Franck pôde ajudar Andrews na temporada enquanto trabalhava simultaneamente em Marvel Zombies (2025); Andrews ainda foi capaz de supervisionar grande parte da temporada e, finalmente, dirigiu três episódios da temporada e co-dirigiu com Franck um episódio, com Franck dirigindo os outros quatro episódios da temporada. Um episódio centrado no Guardião Vermelho escrito por Bradley em 2020, foi incluído na temporada após ser originalmente planejado para a segunda temporada.:52:38–52:44 Os produtores executivos da temporada incluem Brad Winderbaum, Kevin Feige, Louis D'Esposito, Dana Vasquez-Eberhardt e Andrews. Em agosto de 2024, foi anunciado que a terceira temporada seria a última da série. Em novembro daquele ano, Winderbaum explicou que a série estava terminando devido a "razões maiores [MCU]" que estavam sendo determinadas em tempo real à medida que diferentes projetos eram lançados nos próximos anos dentro da Saga do Multiverso, chamando-o de "o momento certo" para a série ser concluída "de uma perspectiva de história". Ele não descartou reviver a série no futuro.

### Roteiro
O produtor executivo, Brad Winderbaum, descreveu a temporada como o culminar de uma trilogia, completando uma "experiência emocional" com o Vigia, cuja humanidade é mais explorada do que nas temporadas anteriores. Ele acrescentou que a temporada teria os primeiros indícios de “potencial de crossover” entre a série e outros projetos de animação da Marvel Studios. Alguns dos conceitos de episódios não utilizados criados para a primeira e segunda temporada foram usados para a terceira. Andrews disse que os conceitos dos episódios da terceira temporada eram "mais malucos" do que aqueles usados nas duas primeiras temporadas, e exploram ainda mais diferentes gêneros.
Os episódios incluem: um episódio inspirado em anime com os Vingadores pilotando mechas para lutar contra uma horda de monstros Mega-Hulk, intitulado "Go-Avengers: Heroes of the Gamma War", com Andrews animado para ir para o "gênero completo, hardcore e mega" com o episódio; um com um número musical de Bollywood "maluco dos anos 1930" com Agatha Harkness e Kingo; um que mostra o Guardião Vermelho impedindo o Soldado Invernal de assassinar Howard e Maria Stark e os dois se tornam aliados; um que Howard, o Pato, e Darcy Lewis se casam e viajam em um “cruzeiro de prazer intergaláctico” para encontrar seus próprios poderes cósmicos; um que uma visão alternativa dos eventos de Eternals (2021) leva à destruição da Terra e à ascensão de um regime autoritário liderado por Quentin Beck sobre a humanidade; um episódio com tema de faroeste, um gênero que Andrews queria explorar desde a primeira temporada; e um episódio que revisita personagens da primeira temporada.
As ideias que foram consideradas para a temporada, mas não usadas, incluem tentar envolver a banda Kiss em quatro episódios diferentes, um dos quais teria sido um conceito de Batalha de bandas galáctica com Kiss servindo como jurados, e um episódio de samurai que Andrews descreveu como "hardcore e simplesmente brutal e incrível" com elementos de Romeu e Julieta, um episódio no estilo Dungeons & Dragons, um episódio centrado em Sam Wilson / Yelena Belova apresentando esta última como o Soldado Invernal, e um episódio com tema de kung fu apresentando o Punho de Ferro e Shang-Chi.

#### Elenco
Jeffrey Wright retorna para narrar a série como o Vigia. O plano da Marvel para a série era fazer com que atores que interpretaram personagens nos filmes do MCU reprisassem seus papéis em What If...?. Estes incluem: Hayley Atwell como Peggy Carter / Capitã Carter, Anthony Mackie como Sam Wilson / Capitão América, Sebastian Stan como Bucky Barnes, David Harbour como Alexei Shostakov / Guardião Vermelho, Mark Ruffalo como Bruce Banner / Hulk, Teyonah Parris como Monica Rambeau; Kathryn Hahn como Agatha Harkness, Kumail Nanjiani como Kingo, Samuel L. Jackson como Nick Fury, Seth Green como Howard, o Pato, Laurence Fishburne como Bill Foster / Gigante, Dominique Thorne como Riri Williams / Coração de Ferro, Simu Liu como Xu Shang-Chi, Hailee Steinfeld como Kate Bishop, Chris Hemsworth como Thor, Tom Hiddleston como Loki, Devery Jacobs como Kahhori, Michael Rooker como Yondu Udonta, Karen Gillan como Nebulosa, Tessa Thompson como Valquíria, Dominic Cooper como Howard Stark, James D'Arcy como Edwin Jarvis, Josh Brolin como Thanos, Oscar Isaac como Marc Spector / Cavaleiro da Lua, Wyatt Russell como John Walker / Agente Americano, Walton Goggins como Sonny Burch, Clark Gregg como Phil Coulson, Emily VanCamp como Sharon Carter, Meng'er Zhang como Xu Xialing, Taika Waititi como Korg, Rachel House como Topaz, Kat Dennings como Darcy Lewis, Ross Marquand, Gene Farber como Karpov, Hamish Parkinson como Beerbot 5000, Tom Vaughan-Lawlor como Fauce de Ébano e David Kaye como Arishem. Além disso, Alison Sealy-Smith reprisa seu papel como Ororo Munroe / Tempestade, a Deusa do Trovão, de X-Men: The Animated Series (1992–1997) e X-Men '97 (2024–presente).
Vários personagens da temporada são dublados por atores diferentes daqueles que os retrataram nos filmes do MCU, incluindo: Kari Wahlgren como Melina Vostokoff e Carina, Brittany Adebumola como Nakia, Piotr Michael como Dreykov, Kiff VandenHeuvel como Obadiah Stane, Matt Friend como Grande Mestre, Jared Butler como Kaecilius, Andrew Morgado como Laufey , Darin De Paul como Zeus, Steven French como Malekith, Alejandro Saab como Quentin Beck/Mysterio, Kenna Ramsey como Okoye, David Chen como Wong, Michelle Wong como Ying Nan, Fred Tatasciore como Groot e Alexandra Daniels como Carol Danvers / Capitã Marvel.
Os personagens apresentados na temporada incluem America Ferrera como Guarda Morales; Natasha Lyonne como Byrdie; Jason Isaacs, D. C. Douglas e Darin De Paul como outros Vigias nomeados a Eminência, o Encarnado e o Carrasco, respectivamente; e Allen Deng como  Kwai Jun-Fan.

### Animação
"What If... the Hulk Fought the Mech Avengers" inclui animação 2D inspirada em anime das décadas de 1970 e 1980, antes de mudar para a animação 3D usual da série. Andrews animou à mão grande parte da luta final em "What If... 1872?", trabalhando ao lado do chefe de animação da temporada, Scott Wright. A Flying Bark Productions trabalhou em seis episódios, e Stellar Creative Lab trabalhou em dois episódios.

## Trilha sonora
Laura Karpman voltou de temporadas anteriores como compositora, junto com Nora Kroll-Rosenbaum, que compôs a trilha sonora com Karpman para a segunda temporada.

## Marketing
As primeira imagens da temporada foram lançadas em dezembro de 2023, como parte da segunda temporada de "The Watcher's Nine Days of What If...?" do site estilo calendário do advento, enquanto as imagens dos episódios foram divulgadas no mês seguinte. Andrews e Winderbaum promoveram a série durante o painel da Marvel Studios Animation na D23 Expo em agosto de 2024, onde as imagens foram exibidas. Mais cenas da temporada foram incluídas em um vídeo lançado pela Disney+ em outubro, anunciando o cronograma de lançamento dos projetos da Marvel Television e da Marvel Animation até o final de 2025.

## Lançamento
A terceira temporada estreou na Disney+ em 22 de dezembro de 2024, com seus oito episódios lançados diariamente até 29 de dezembro. Em janeiro de 2024, Andrews disse que um lançamento no final de 2024 era possível, mas o prazo era "apertado" e o cronograma de lançamento era contínuo. Em maio daquele ano, Winderbaum disse que o trabalho da temporada estava quase concluído e que provavelmente seria o próximo projeto de animação do estúdio a ser lançado; isso e um lançamento de dezembro de 2024 foram confirmados em outubro de 2024. A temporada fará parte da Fase Cinco do MCU.

## Recepção
A terceira temporada possui 75% de aprovação no Rotten Tomatoes, com base em 12 avaliações, com nota média de 6,8/10.